# Pushkar Johari
Pushkar Johari es un diplomático, indio retirado.
- Pushkar Johari fue hijo de Prema y Gyan Prakash.
- En 1959 entró el servicio de relaciones exteriores.
- De 1960 a 1969 fue empleado en Washington D. C., en el Ministerio de Asuntos Exteriores (India) y en Adís Abeba.
- De 1969 a 1973 fue Cónsul General en Berlín.
- De 1974 a 1976 fue enviado en Tokio.
- De 1976 a 1979 fue Alto Comisionado en Georgetown (Guyana).
- En 1979 fue secretario de enlace en el Ministerio de Asuntos Exteriores (India).
- De 1985 a 1988 fue embajador en Hanói (Vietnam).
- De junio de 1988 a enero de 1992 fue embajador en Estocolmo
- De 06 de marzo de 1992 a 1995 fue embajador en Timbu (Bután).[1]